# Франсуа Женод
Франсуа Жену (26 жовтня 1915 — 30 травня 1996) був відомим швейцарським фінансистом і головним благодійником нацистської діаспори через мережу ODESSA та прихильником бойових груп Близького Сходу під час 20-го століття після Другої світової війни.
У 1992 році Жену сказав лондонській газеті: «Мої погляди не змінилися з тих пір, як я був молодим хлопцем. Гітлер був великим лідером, і якби він виграв війну, світ сьогодні був би кращим».

## Раннє життя
Жену був із Лозанни, Швейцарія. Він познайомився з Адольфом Гітлером у 1932 році, коли був підлітком у готелі під час навчання в Бонні. У 1934 році він приєднався до пронацистського Національного фронту, а через два роки поїхав до Палестини, де зустрівся з Великим муфтієм Єрусалиму Аміном ель-Хусейні. Працюючи як на швейцарську, так і на німецьку розвідку, Жену багато подорожував на Близький Схід.

## Друга Світова війна
Під час війни Жену часто їздив до Берліна, «щоб побачитися зі своїм другом, великим муфтієм», і потім багато разів відвідував його в Бейруті. Великий муфтій нібито «довірив Женуду управління своїми величезними фінансовими справами».
У 1940 році разом із громадянином Лівану він заснував у Лозанні нічний клуб «Оазис» для таємної операції Абверу. У 1941 році агент Абверу Пауль Дікопф відправив Женуда до Німеччини, Чехословаччини, Угорщини та Бельгії. Жену подружився з кількома вищими нацистами, включаючи Карла Вольфа, «вищого керівника СС і поліції» в Італії. Наприкінці війни Жену представляв Швейцарський Червоний Хрест у Брюсселі. Повоєнний
Жену відомий тим, що був виконавцем останньої волі та заповіту нацистського пропагандиста Йозефа Геббельса, а також тим, що, як повідомляється, заробив статок на публікації щоденників Геббельса, на які він мав посмертні права разом із працями Гітлера та Бормана. Це підприємство зазнало невдачі в 1960 році, коли Паула Гітлер померла, так і не отримавши повних прав на літературні твори Адольфа Гітлера.
Мисливці за нацистами, такі як Серж Кларсфельд і Саймон Візенталь, журналіст Девід Лі Престон та інші, стверджували, що його роль як благодійника для вцілілих націонал-соціалістичних інтересів сягає набагато глибше, надаючи докази того, що Жену був не менш ніж головним фінансовим менеджером прихованої швейцарської компанії. активи Третього рейху після Другої світової війни.

## Визволення арабів
Жену став пристрасним прихильником арабських визвольних справ, фінансуючи багато націоналістичних і правих організацій.
Фронт визволення Алжиру
Перебуваючи в Єгипті в 1950-х роках, завдяки контактам в уряді Гамаля Абделя Насера, він познайомився з лідерами Фронту визволення Алжиру, який він зрештою фінансував до 1954 року після того, як спочатку постачав зброю. У 1958 році він заснував Арабський комерційний банк у Женеві, який буде активно кредитувати арабські націоналістичні групи та бути головним сховищем Алжирського національного визволення

### Фронт визволення Алжиру
Перебуваючи в Єгипті в 1950-х роках, завдяки контактам в уряді Гамаля Абделя Насера, він познайомився з лідерами Фронту визволення Алжиру, який він зрештою фінансував до 1954 року після того, як спочатку постачав зброю. У 1958 році він заснував Арабський комерційний банк у Женеві, який буде активно кредитувати арабські націоналістичні групи та бути головним сховищем Фронту національного визволення Алжиру.

### Палестина
У 1960-х роках Жену почав постачати зброю для палестинських потреб. Організація «Новий європейський порядок», що базується в Лозанні, зібралася в Барселоні в квітні 1969 року, де палестинські групи отримали фінансову підтримку, і Жену зв'язав їх з колишніми нацистами, які допомагали б їх військовій підготовці, включаючи обіцянку підтримки, призначеної для Організації визволення Палестини. Він був близьким соратником доктора Джорджа Хабаша та Жака Вержеса, а у вересні 1969 року він фінансував судові витрати трьох палестинців із Народного фронту визволення Палестини після нападу на літак Ель-Аль у Цюріху, де він особисто сів за стіл їхнього захисту.

## Відомі одержувачі допомоги та асоціації
Жену був близьким другом Отто Скорцені, Карла Вольфа та Клауса Барбі в роки Третього Рейху.
Жену фінансував кілька адвокатів, зокрема Адольфа Ейхмана та Клауса Барбі. Він фінансував захист Бруно Бреге протягом 1970-х років після вибуху в Ізраїлі в 1970 році.PFLP закликав до звільнення як Бреге, так і Лейли Халід, частини підрозділу Че Гевари Commando Народного фронту звільнення Палестини, разом у 1970 році. Жену допоміг Іллічу Раміресу Санчесу в 1994 році, після того як він зіграв ключову роль в успіху його місій у попередні десятиліття.
Він був тісно пов'язаний з Алі Хасаном Саламе, надаючи йому медичну допомогу, а також фінансував вигнання аятолли Хомейні до Франції, коли Іраном правив шах Мухаммед Реза Пехлеві. Він був наставником Ахмеда Хубера.
Протягом 1970-х років Жену фінансував багато лівих груп з метою збройного визволення арабів. Стверджується, що він передав вимогу про викуп після викрадення рейсу 649 Lufthansa в 1972 році.
Разом із Ноамом Хомським, Сімоною де Бовуар, Жаном-Полем Сартром та іншими інтелектуалами Жену був членом комітету, який організував гуманітарну кампанію в 1970-х роках, результатом якої було помилування в 1977 році Бруно Бреге, швейцарського бойовика, який був перший європеєць, якого судили та засудили в Ізраїлі за їх пропалестинську діяльність; Бреге відбув сім років зі свого 15-річного ув'язнення.

## Юридичні проблеми
Час від часу Жену опинявся в правових проблемах, наприклад у 1983 році, коли його інтереси представляв Бодуан Дюнан, провідний юрист із Женеви, який входить до правління понад 20 компаній, у тому числі Саудівської інвестиційної компанії, закордонного підрозділу Саудівської групи Бінладіна.
У 1993 році біля його будинку вибухнула бомба, і до 1996 року швейцарська влада все ще розслідувала його фінансову діяльність під час Третього рейху.

## Смерть
Жену покінчив життя самогубством 30 травня 1996 року, за словами його родини, завдяки допомозі швейцарської групи, що виступає за евтаназію Exit, у віці 81 року.

## У масовій культурі
У міні-серіалі Карлос Жену згадується персонажем Іліча Раміреса Санчеса, якого зіграв Едгар Рамірес. Виробництво було піддано критиці за применшення історичної ролі Женуда з Санчесом.